# Federació Catalana d'Associacions i Clubs Unesco
La Federació Catalana d'Associacions i Clubs Unesco (FCACU) és una associació creada el 1984 que agrupa totes les Associacions d'Amics de la UNESCO i té com a finalitat fomentar totes les relacions entre la cultura catalana i la UNESCO, així com vetllar pel bon ús del nom de la UNESCO. Treballa estretament de la mà del Centre UNESCO de Catalunya.
La FCACU compta amb entitats membres representant cadascuna de les capitals de les demarcacions catalanes i altres ciutats, així com també una del País Valencià i una altra de les Illes Balears. El març de 2006 la responsable del Centre d'Amics de la Unesco de Girona, Dolors Reig, va ser escollida presidenta de la Federació, substituint a Albert Martí, que ho havia estat des del 1999. Durant anys la FCACU ha lluitat pel seu reconeixement internacional. L'any 2000 la Federació Mundial d'Associacions i Clubs Unesco ja va preparar un pla de treball per a discutir-ho, amb l'avinentesa que mesos enrere el basc Paul Ortega en va ser escollit president. El pla preveia que el reconeixement es fes a través de la creació de la Federació Europea de les Associacions i Clubs Unesco, on la catalana hi tindria lloc. El reconeixement internacional va estar sistemàticament denegat amb l'excusa que era una potestat exclusiva dels estats, i Espanya ja hi té la seva federació.
FCACU promou diferents activitats com són la Setmana Unesco amb centres educatius i biblioteques, els Premis Fem Cultura, el Dia de la Poesia, la protecció dels camins de ronda de la Costa Brava. El 2004 va participar dels preparatius de la trobada mundial d'entitats Unesco, en el marc del Fòrum de les Cultures.